# إرلينغ بيرسون
إرلينغ بيرسون (بالسويدية: Erling Persson)‏ هو شخصية أعمال سويدي، ولد في 21 يناير 1917 في Borlänge ‏ في السويد، وتوفي في 28 أكتوبر 2002 في ستوكهولم في السويد.